# Louis van der Noordaa
Louis Simon Willem van der Noordaa (Den Haag, 14 februari 1894 – Batavia, 19 november 1945) was een Nederlands beeldhouwer en illustrator.

## Leven en werk
Van der Noordaa was een zoon van Simon Willem van der Noordaa en Maria Elisabeth Terwogt. Zijn vader was rijksbetaalmeester en werd gestationeerd in verschillende plaatsen, waardoor Van der Noordaa in zijn jeugd onder andere in Valkenburg, Hoorn, Breda, Assen en Den Haag heeft gewoond. Hij werd opgeleid aan de Academie Minerva in de stad Groningen, als leerling van Johan Peddemors, aan de Industrieschool voor de Werkende Stand in Amsterdam, als leerling van Klaas van Leeuwen en aan de Rijksakademie van beeldende kunsten als leerling van Carel Dake en Nicolaas van der Waay. Hij kreeg daarnaast privélessen van Abraham Hesselink. Van der Noordaa behaalde in 1921 de zilveren medaille voor beeldhouwkunst bij de Prix de Rome.
Hij was lid van de Pulchri Studio en Arti et Amicitiae. Van der Noordaa maakte studiereizen naar Frankrijk en Italië (1919-1920) en woonde en werkte onder meer in Kopenhagen (tot 1923), Amsterdam (tot 1929), Den Haag (tot 1938) en vanaf 1938 in Nederlands-Indië. Hij trouwde in 1922 met de Zweedse Gerda Johanne Cathrine Wedel Madsen (1890-1964).
Van der Noordaa was tijdens de Tweede Wereldoorlog geïnterneerd in een jappenkamp. Hij overleed op 51-jarige leeftijd in het Sint-Carolusziekenhuis in Batavia.

## Werken (selectie)
- 1927 tekeningen voor Waar mensch en tijger buren zijn van L.C. Westenenk. Uitgeverij Leopold, Den Haag.
- 1928 bouwkeramiek aan gebouw Atlanta, Stadhouderskade 5, Amsterdam.
- 1928 bouwbeeldhouwwerk aan gebouw van de Algemene Maatschappij voor Jongeren, Stadhouderskade 7, Amsterdam.[5]
- 1928 fakkeldragers aan poortgebouw Nenyento-tentoonstelling Rotterdam.
- 1928 gevelsteen Mansette, Breitnerstraat 3, Amsterdam.
- 1928 bouwbeeldhouwwerk aan het raadhuis van Boskoop.
- 1930 ontwerp Vissersweduwe met zoon bij de Andreaskerk in Katwijk aan Zee.
- 1932 tekeningen voor Het rijk van Bittertong van L.C. Westenenk. Uitgeverij Leopold, Den Haag.
- 1938 fries voor gebouw van de Bataafse Petroleum Maatschappij in Batavia.

- Biografisch Portaal: 16854980
- Nederlandse Thesaurus van Auteursnamen: 215137531
- RKD-Nederlands Instituut voor Kunstgeschiedenis: 93274
- Virtual International Authority File: 285604479
- WorldCat: E39PBJwtptybwK7J3Cy9QWc773